# Duhamel (Alberta)
Duhamel est un hameau (hamlet) du Comté de Camrose, situé dans la province canadienne d'Alberta.

## Démographie
En tant que localité désignée dans le recensement de 2011, Duhamel a une population de 30 habitants dans 12 de ses 15 logements, soit une variation de −14.3% par rapport à la population de 2006. Avec une superficie de 1,290 4 km2, le hameau possède une densité de population de 23,248 6 hab/km2 en 2011.
Concernant le recensement de 2006, Duhamel abritait 35 habitants dans 14 de ses 14 logements. Avec une superficie de 1,290 4 km2, le hameau possédait une densité de population de 27,1 hab/km2 en 2006.